# Verdun-Ciel
Verdun-Ciel ist eine französische Gemeinde mit 1838 Einwohnern (Stand: 1. Januar 2022) im Département Saône-et-Loire in der Region Bourgogne-Franche-Comté. Sie gehört zum Arrondissement Chalon-sur-Saône und ist Mitglied im Gemeindeverband Communauté de communes Saône Doubs Bresse.
Sie entstand mit Wirkung vom 1. Januar 2025 als Commune nouvelle durch Zusammenlegung der bis dahin selbstständigen Gemeinden Verdun-sur-le-Doubs und Ciel, die jedoch fortan keinen Status als Communes déléguées besitzen. Der Verwaltungssitz befindet sich in Verdun-sur-le-Doubs.

## Gemeindegliederung
| Ortsteil                              | Ehemaliger INSEE-Code | PLZ   | Fläche (km²) | Einwohnerzahl (2022) |
| ------------------------------------- | --------------------- | ----- | ------------ | -------------------- |
| Verdun-sur-le-Doubs (Verwaltungssitz) | 71566                 | 71350 | 07,27        | 942                  |
| Ciel                                  | 71131                 | 71350 | 17,19        | 896                  |

## Geografie
Verdun-Ciel liegt etwa 18 Kilometer nordöstlich von Chalon-sur-Saône in der Région naturelle und historischen Provinz der Bresse. Das Bürgermeisteramt befindet sich auf einer Insel am Zusammenfluss von Doubs und Saône auf einer Höhe von 180 m, das Ortszentrum am linken Ufer des Doubs. Das Relief des Gemeindegebiets ist größtenteils flach mit einer leichten Erhöhung des Niveaus auf über 190 m nach Osten und Süden hin. Die minimale Erhebung von 173 m wird im Westen beim Austritt der Saône aus dem Gemeindegebiet gemessen.
Teile des Gebiets von Verdun-Ciel gehören zum Natura-2000-Schutzgebiet „Prairies alluviales et milieux associés de Saône-et-Loire“ (FR2612006) und von vier ZNIEFF-Naturzonen.

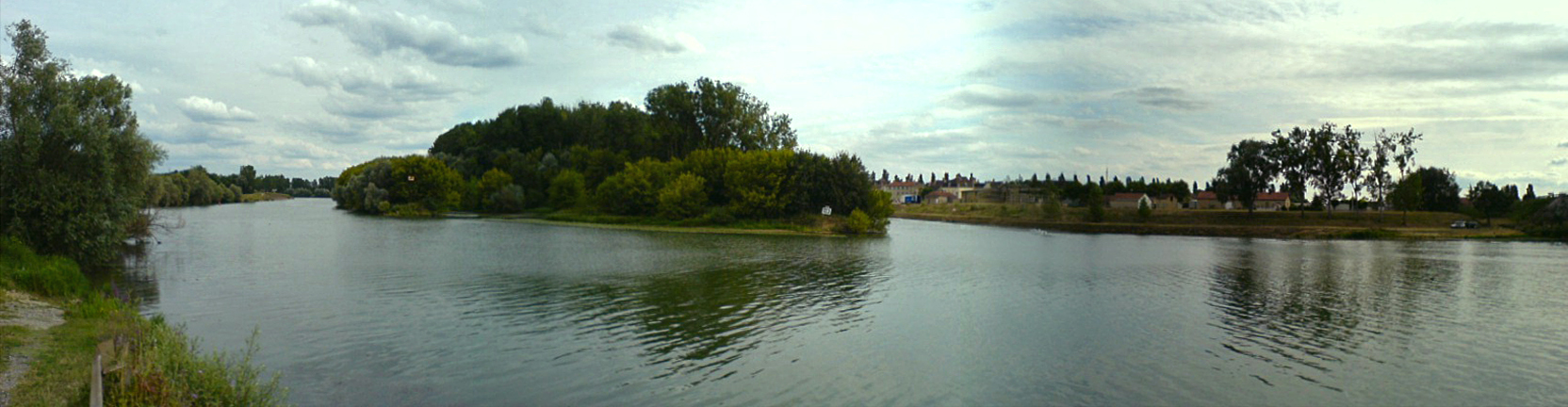
Zusammenfluss des Doubs und der Saône (Die Saône mündet später bei Lyon in die Rhone)

Umgeben wird Verdun-Ciel von den zehn Nachbargemeinden:
| Allerey-sur-Saône        | Bragny-sur-Saône Les Bordes                 | Saunières Sermesse     |
| Verjux                   | Kompassrose, die auf Nachbargemeinden zeigt | Toutenant              |
| Saint-Maurice-en-Rivière | Saint-Martin-en-Bresse                      | Saint-Didier-en-Bresse |

## Sehenswürdigkeiten
| Name                                                  | Ort                 | Bemerkungen                                             | Bild |
| ----------------------------------------------------- | ------------------- | ------------------------------------------------------- | ---- |
| Pfarrkirche Saint-Jean-Baptiste                       | Verdun-sur-le-Doubs | 17. Jahrhundert                                         |      |
| Heutige Mairie (Bürgermeisteramt)                     | Verdun-sur-le-Doubs | 1836 neu erbaut                                         |      |
| Ehemalige Markthalle, heute Festsaal                  | Verdun-sur-le-Doubs | 1866 errichtet                                          |      |
| Ehemaliges Bürgermeisteramt, heute Brotmuseum         | Verdun-sur-le-Doubs | 1684 erbaut                                             |      |
| Ehemaliges Hôtel der Familie Gadagne                  | Verdun-sur-le-Doubs | 16. Jahrhundert                                         |      |
| Ehemaliges Hôtel de Chambéran                         | Verdun-sur-le-Doubs | 17./18. Jahrhundert                                     |      |
| Steinbrücke Saint-Jean über einen Seitenarm des Doubs | Verdun-sur-le-Doubs | Errichtet 1807–1810                                     |      |
| Pfarrkirche Notre-Dame-de-l’Assomption                | Ciel                | 14. Jahrhundert, als Monument historique eingeschrieben |      |
| Ehemaliges Bürgermeisteramt                           | Ciel                | 19. Jahrhundert                                         |      |
| Schloss Vauvry, frühere Burganlage                    | Ciel                | 13. und 18./19. Jahrhundert                             |      |

## Bildung
Verdun-Ciel verfügt über
- eine öffentliche Vorschule (École maternelle),
- zwei öffentliche Vor- und Grundschulen (Écoles primaires) und
- ein öffentliches Collège „Trois Rivières“.[3]

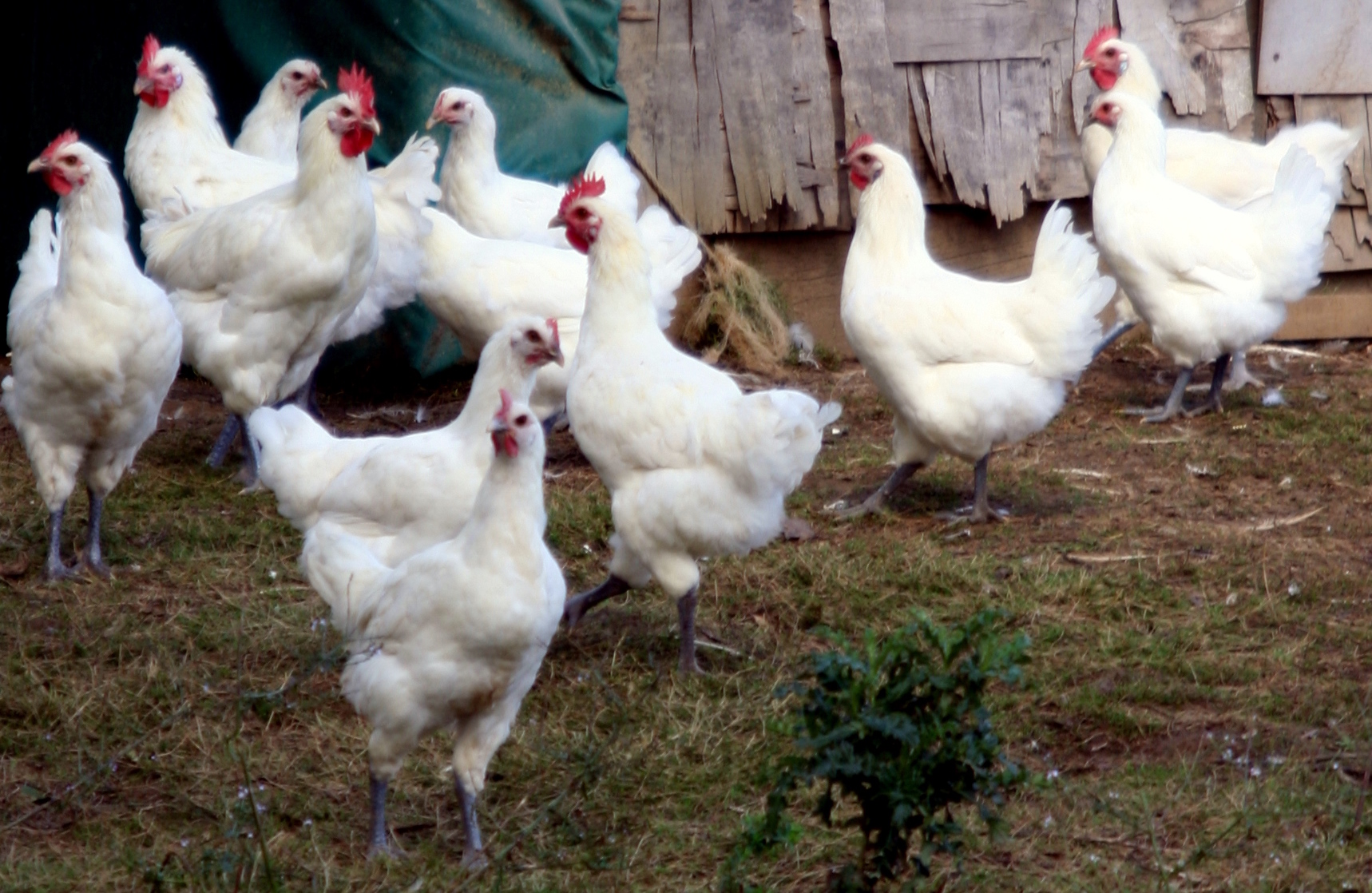
Bressehühner

## Wirtschaft
Verdun-Ciel liegt in der Zonen AOC
- des Chapon (Kapaun) de Bresse,
- der Dinde (Pute) de Bresse,
- der Poularde (Masthühnchen) de Bresse und
- der Volaille (Geflügel) de Bresse oder Poulet (Huhn/Hähnchen) de Bresse.[4]

## Verkehr
Die Departementsstraße D 970, die ehemalige Route nationale 470 von Semur-en-Auxois (Département Côte-d’Or) nach Lavans-lès-Saint-Claude (Département Jura), durchquert die Gemeinde mit ihren beiden Ortsteilen von Nordwest nach Südost. Sie bildet eine Kreuzung mit der Departementsstraße D 673, der ehemaligen Route nationale 73 von Chalon-sur-Saône nach Besançon, die Verdun-Ciel von Südwest nach Nordost durchquert. Nachgeordnete Departementsstraßen und lokale Landstraßen verbinden die Gemeinde mit weiteren Nachbargemeinden.

## Gemeindepartnerschaft
- Wolfstein in Rheinland-Pfalz seit 2000[5]